# الجميمة (كحلان عفار)

تعديل مصدري - تعديل

الجميمة هي إحدى قرى عزلة عزان بمديرية كحلان عفار التابعة لمحافظة حجة، بلغ تعداد سكانها 354 نسمة حسب تعداد اليمن لعام 2004.